# بنيسيليوم ألبوكوريميوم
بنيسيليوم ألبوكوريميوم (الاسم العلمي: Penicillium albocoremium) هو نوع من الفطريات ضمن جنس بنيسيليوم ينمو على البصل.
ينتج بنيسيليوم ألبوكوريميوم مادتي حمض البرشلونيك ب وأندراستين أ.